# Isole Huron
Le isole Huron sono un arcipelago di otto piccole isole rocciose nel Lago Superiore. Sono situate a circa 4,8 km dalla foce del fiume Huron nella contea nordoccidentale di Marquette, Michigan, Stati Uniti d'America. Insieme costituiscono l'Huron National Wildlife Refuge, istituito dal presidente Theodore Roosevelt nel 1905. Il rifugio è anche noto come Huron Islands Wilderness ed è un'unità del Seney National Wildlife Refuge. L'area acquatica intorno alle isole fa parte dell'unità delle Isole Huron della Marquette Underwater Preservee, dove diversi relitti possono essere visitati dai subacquei.
Solo una delle isole, nota come Lighthouse Island o West Huron Island, è aperta al pubblico ed è accessibile solo in barca privata solo in tempo diurno. Quest'isola è il sito dello storico Huron Island Light, costruito nel 1868. Il faro funziona ancora, ma è ormai completamente automatizzato.
È presente un percorso a piedi dal punto di sbarco all'estremità meridionale dell'isola fino al faro. Il sentiero prosegue oltre il faro verso le strutture e le scogliere all'estremità settentrionale dell'isola. L'intero percorso è lungo poco più di mezzo miglio (0,80 km). Il sentiero dal faro all'estremità boreale dell'isola è piuttosto rustico ed è spesso ricoperto di cespugli.
Le isole più grandi sono scarsamente boscose di pini e betulle. Le isole minori sono senza affioramenti granitici e ospitano una numerosa colonia di gabbiani reali americani. Anche le aquile di mare testabianca nidificano qui.